# Natica monodi
Natica monodi is een slakkensoort uit de familie van de Naticidae. De wetenschappelijke naam van de soort is voor het eerst geldig gepubliceerd in 1957 door Marche-Marchad.